# Philippe Viannay
Pour les articles homonymes, voir Viannay.
Philippe Viannay, né le 15 août 1917 à Saint-Jean-de-Bournay (Isère) et mort le 27 novembre 1986, est un résistant et journaliste français, principal dirigeant du mouvement Défense de la France, dont le journal homonyme est devenu France-Soir, fondateur avec son épouse Hélène Viannay du Centre de formation des journalistes (1945) et responsable important du Nouvel Observateur pendant les années 1960.
Il est aussi à l'origine de l'école de voile des Glénans (1947), ainsi que du Conservatoire du littoral (1975).
Il est l'oncle de Pierre Guyotat qui revient longuement sur l'action de certains membres de sa famille dans la Résistance dans le récit  Formation (Gallimard, 2007).

## Biographie

### Jeunesse et formation (1917-1940)
Il est issu d'une famille de huit enfants, son père est ingénieur dans le domaine minier ; sa mère est née Tézenas du Montcel.
Philippe Viannay achève ses études secondaires au collège Sainte-Croix-de-Neuilly. Très  attaché à la religion catholique, il effectue un passage au séminaire d’Issy-les-Moulineaux. Catholique très pratiquant, il est proche de l’Action française » lorsqu’il commence ses études de philosophie à la Sorbonne.
Il obtient un DES puis envisage de préparer l’agrégation, mais est mobilisé comme officier de tirailleurs marocains jusqu'après l’armistice du 22 juin 1940. Il revient alors à la Sorbonne.

### La Résistance (1941-1944)

#### Défense de la France (1941)
En avril 1941, il lance, avec Robert Salmon et Hélène Mordkovitch, le journal Défense de la France sur le modèle de La Libre Belgique durant la Première Guerre mondiale.
L'équipe du journal se transforme en mouvement de résistance, à la tête duquel il affiche dans un premier temps son soutien au maréchal Pétain, qu’il croit capable d’assurer la libération du pays, notamment en provoquant l’intervention des États-Unis.
En 1942, il se marie avec Hélène Mordkovitch, étudiante en géographie d’origine russe, qui est athée et de gauche et a contribué à la fondation du journal.
À la fin de 1942, après avoir hésité entre le général de Gaulle et le général Giraud, momentanément associés à Alger après le débarquement allié en Afrique du Nord, il opte pour le général de Gaulle.
Au cours de l'année 1943, il s’impose sous le nom d’Indomitus comme un des principaux animateurs de la presse clandestine. Une étape importante est l'entrée de la plupart des militants du mouvement des Volontaires de la Liberté, après la rencontre entre Philippe Viannay et Jacques Lusseyran fin janvier 1943. Le tirage de Défense de la France augmente considérablement en 1943 ; le numéro du 14 juillet est tiré à 250 000 exemplaires, et par la suite, il atteindra 450 000, malgré les arrestations qui frappent le mouvement (notamment Lusseyran, le 20 juillet 1943).

#### Le Mouvement de libération nationale (janvier 1944)
En janvier 1944, Défense de la France entre dans le Mouvement de libération nationale, dont la mise sur pied est réalisée par lui et par Claude Bourdet, du mouvement Combat. Le MLN rassemble les Mouvements unis de la Résistance (Combat, Franc-Tireur et Libération-Sud) et trois mouvements de zone Nord : DL, Résistance et Lorraine.
À partir du printemps 1944, Philippe Viannay infléchit son action de la résistance civile vers la lutte armée. Il assume des fonctions dirigeantes à la tête des maquis de Seine-et-Oise. Des frictions l'opposent à cette occasion au futur colonel Henri Rol-Tanguy, chef des FFI d'Île-de-France. Blessé de sept balles en juillet 1944, il reçoit la Médaille de la Résistance avec rosette par décret du 16 juin 1946.

#### La Libération
En octobre 1944, il est nommé à l’Assemblée consultative, mais donne sa démission au bout de quelques mois faute d’avoir pu y mener une action politique et sociale.
Début 1945, il publie un livre réunissant ses écrits antérieurs : Nous sommes les rebelles (SUDOC 074626663).
Le journal Défense de la France continue de paraître, mais devient Défense de la France - France-Soir, puis France-Soir.

### L'après-guerre (1945-1961)
Le Centre de formation des journalistes
En 1945, avec Jacques Richet, il fonde le Centre de formation internationale, transformé l’année suivante en Centre de formation des journalistes (CFJ).
En 1947, il perd le contrôle de France-Soir.
Le centre nautique des Glénans
Il fonde alors le Centre nautique des Glénans avec son épouse, Hélène Viannay.
La « nouvelle gauche »
Dans les années 1950, il soutient le journal créé par son ami Claude Bourdet, France Observateur.
Comme nombre des animateurs de ce magazine, il fait partie de la mouvance de la nouvelle gauche, dont la figure politique est Pierre Mendès France, Président du conseil en 1955-1956. Il adhère à l’Union de la gauche socialiste (UGS) et est immédiatement élu au conseil politique de cette nouvelle formation (décembre 1957), socialiste, mais opposée à la ligne de la SFIO de Guy Mollet. Il est reconduit en septembre 1958, après le retour au pouvoir du général de Gaulle (mai 1958).
En revanche, il ne suit pas l'UGS lorsqu'elle devient le PSA puis le PSU, préférant le cadre du Club Jean Moulin, où il s’implique dès sa création en 1958 aux côtés de Stéphane Hessel et Daniel Cordier.

### LeNouvel Observateur(1961-1968)
Fin 1960, Claude Bourdet et Gilles Martinet lui demandent de reprendre en main les finances de France Observateur.
Remplaçant Maurice Laval comme administrateur au début de 1961, il « remet un peu d’ordre, régularise les difficultés criantes, met en place une trésorerie digne de ce nom » et ouvre plus largement le magazine à la publicité. Puis il obtient d’un de ses amis, René Seydoux, un don de 100 000 francs pour renflouer le journal. Enfin, devant les difficultés financières qui s’accroissent, il crée en 1963 une Société des Amis de l’Observateur qui, dotée d’un capital de 150 000 francs (rassemblés par souscription), est chargée d’alléger le poids de sa dette et de renforcer les liens avec le lectorat.
Parallèlement à ses fonctions administratives et financières, il y devient secrétaire de rédaction en 1962 et y écrit des articles, principalement sur des sujets de société. Favorable, avec Hector de Galard, Walter Lewino, Olivier Todd et François Furet, à un affranchissement du journal par rapport au PSU, il soutient l’idée que l’amélioration de son image passe par sa présentation comme « autorité morale » devant offrir à ses lecteurs une « vision du monde, politique morale et poétique ». Ainsi, malgré sa longue amitié avec Claude Bourdet, il n’hésite pas à critiquer son attitude dans la querelle qui l’oppose à Gilles Martinet en 1963.
Après le départ de ce dernier et devant l’aggravation de la situation financière, il se tourne avec bienveillance vers les propositions de nouvelle formule émises par Claude Perdriel et Jean Daniel. Il juge alors que la dépolitisation de L'Express crée un espace au développement d’un Observateur toujours engagé mais transformé dans sa forme. Participant aux négociations avec l’équipe Perdriel-Daniel durant l’été 1964, il est de ceux qui, comme François Furet, poussent Gilles Martinet à accepter les conditions de la nouvelle formule puis qui l’aident à convaincre les autres journalistes.
Il siège alors aux conseils d'administration et de direction du Nouvel Observateur même si la marginalisation rapide du second limite par là-même son influence.
Par contre, il joue un rôle non négligeable aux côtés de Claude Perdriel dans sa quête de financement. Il le suit dans sa politique d’emprunts, n’hésitant pas à les cautionner sur des biens personnels comme son appartement. Mais il devient inquiet devant ses méthodes audacieuses de promotion et de gestion. En 1966, il souhaite même une intervention des principaux actionnaires à ce sujet mais le « complot » tourne court. Cela ne l’empêche pas de maintenir des rapports amicaux avec le directeur du journal qui prend parfois en compte ses avis. Il en est ainsi de son soutien au lancement du magazine Le Sauvage sur une idée présentée par Alain Hervé en 1973. Mais ses rapports sont plus orageux avec Jean Daniel qui ne cache pas son désir de le tenir à l’écart de la rédaction.
Ne serait-ce pour publier des articles, il doit au préalable « faire comprendre à des personnes de sensibilité différente » de la sienne l’intérêt de ses idées. Ainsi, s’il publie quelques papiers sur la voile, la politique et la religion – notamment un document sur « Les secrets du concile » le 4 février 1965 –, il cesse quasiment d’y écrire après 1968. Il tient alors surtout un rôle comme vice-président du CFJ, un accord (officieux) ayant établi que le journal proposerait tous les deux ans un stage aux deux majors de promotion, stages qui seraient susceptibles de déboucher sur un contrat d’embauche.

### Autres centres d'intérêt (1968-1986)
Les foyers internationaux d'éducation et échanges
À côté, il lance les Foyers internationaux d’éducation et d'échanges avec Michel Debré, Paul Delouvrier et René Seydoux, ce dernier étant un proche comme nombre de patrons de gauche (Seydoux, Fauroux…). Loin de tout carcan idéologique, il soutient la candidature de Chaban-Delmas en 1974, avant d’appeler à voter Mitterrand au second tour. Anticommuniste s’inscrivant dans cette gauche social-démocrate acceptant parfaitement le capitalisme, il ne cache pas ses critiques envers le Programme commun et préfère s'impliquer au sein du club deloriste Échange et Progrès. Il est membre actif du Comité de gestion de l’Institut Auguste-Comte, créé par Giscard.
Le Conservatoire du littoral
En 1975, il est l'un des initiateurs du Conservatoire du littoral.
Le Matin (1976)
En 1976, il s’enthousiasme pour le lancement du Matin. Acceptant de siéger à son conseil d'administration, il a aussi une grande facilité de communication avec son rédacteur en chef. Mais, après 1981, il est de plus en plus en désaccord sur « la gestion comme sur une rédaction de plus en plus irresponsable ».
En 1984, il donne donc sa démission des conseils d'administration des journaux avant de se retirer, l’année suivante, de ses fonctions de vice-président du CFJ.
Pour un mécénat populaire
Aux côtés de La Fonda, il milite pour un mécénat populaire : « la révolution proposée, est de rendre le peuple capable d'initiatives ou du moins capable de soutenir ceux qui ont envie de les prendre. Au mécénat élitaire ou au mécénat étatique, il faut substituer le mécénat populaire, c'est-à-dire qu'il faut rendre chacun conscient qu'il peut, s'il le veut, participer au progrès et pas seulement bénéficier de la rétribution, de la répartition, de l'assurance, de la consommation, voire du profit. Mais pour que cette orientation nouvelle ne soit pas utopique, ni injuste dans ses conséquences, il faut qu'elle soit à la fois incitée par la loi et contrôlée par le pouvoir politique et administratif ».

## Décoration
- Médaille de la Résistance française avec rosette par décret du 16 juin 1946[3],[11]